# ستيلا بوب دوارتي
ستيلا بوب دوارتي (بالإنجليزية: Stella Pope Duarte)‏‏ (3 نوفمبر 1948 - )؛ روائية من الولايات المتحدة.